# Masterpieces (album av Bob Dylan)
Masterpieces är ett samlingsalbum av Bob Dylan som gavs ut i mars 1978 för skivbolaget CBS/Sony. Albumet släpptes först bara i Japan i samband med Dylans turné men gavs även senare samma år ut i Australien och Nya Zeeland - den har aldrig släppts officiellt någon annanstans. Masterpieces gavs ut som tre vinylskivor och överfördes 1987 till en dubbel-CD som dock saknade fyra låtar som varit med på originalutgåvan, dessa inkluderades senare när Sony Music Australia gav ut samlingen som tre CD-skivor 1991.
Vid tiden för dess utgivning kunde Masterpieces ses som den bästa Dylansamlingen som släppts, idag intresserar den troligtvis bara de riktigt inbitna Dylanfansen eftersom flera av låtarna är liveinspelningar - flera av dem aldrig tidigare släppta på CD - och inte riktigt uppfyller alla förväntningar man kan tänkas ha. Den förblir intressant för Dylansamlaren dels på grund av de spår som inte tidigare släppts i CD-sammanhang, och dels just för att den är så pass svår att få tag på. Den som söker en Dylanskiva som representerar hans största hits och mest kända låtar bör se sig om efter en mer lättillgänglig samlingsskiva.

## Låtlista
Låtarna skrivna av Bob Dylan, där inget annat namn anges.
CD 1 / LP sida 1
1. "Knockin' on Heaven's Door"
2. "Mr. Tambourine Man"
3. "Just Like a Woman"
4. "I Shall Be Released"
5. "Tears of Rage" (Bob Dylan, Richard Manuel)
6. "All Along the Watchtower"
7. "One More Cup of Coffee (Valley Below)"

LP sida 2
1. "Like a Rolling Stone" (live)
2. "Mighty Quinn (Quinn the Eskimo)" (live)
3. "Tomorrow Is a Long Time" (live)
4. "Lay Lady Lay" (live)
5. "Idiot Wind" (live)

CD 2 / LP sida 3
1. "Mixed Up Confusion"
2. "Positively 4th Street"
3. "Can You Please Crawl Out Your Window?"
4. "Just Like Tom Thumb's Blues" (live)
5. "Spanish Is the Loving Tongue" (traditionell)
6. "George Jackson (Big Band Version)"
7. "Rita May" (live) (Bob Dylan, Jacques Levy)

LP sida 4
1. "Blowin' in the Wind"
2. "A Hard Rain's A-Gonna Fall"
3. "The Times They Are a-Changin'"
4. "Masters of War"
5. "Hurricane" (Bob Dylan, Jacques Levy)

CD 3 / LP sida 5
1. "Maggie's Farm" (live)
2. "Subterranean Homesick Blues"
3. "Ballad of a Thin Man"
4. "Mozambique" (Bob Dylan, Jacques Levy)
5. "This Wheel's on Fire" (Bob Dylan, Rick Danko)
6. "I Want You"
7. "Rainy Day Women No. 12 & 35"

LP sida 6
1. "Don't Think Twice, It's All Right"
2. "Song to Woody"
3. "It Ain't Me, Babe"
4. "Love Minus Zero/No Limit"
5. "I'll Be Your Baby Tonight"
6. "If Not for You"
7. "If You See Her, Say Hello"
8. "Sara"